# Dao đa năng Thụy Sĩ

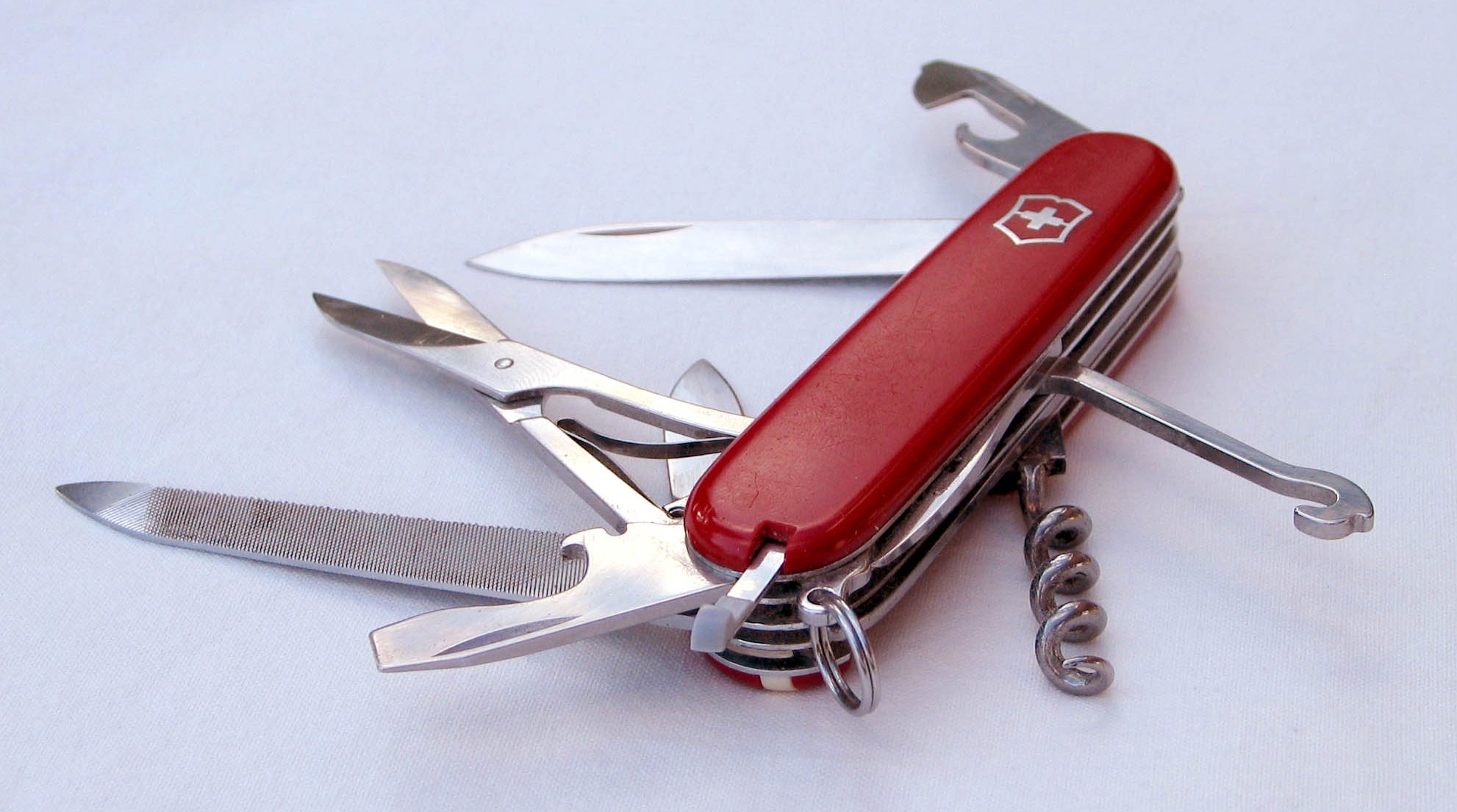
Một con dao đa năng Thụy Sĩ của hãng Victorinox.

Dao đa năng Thụy Sĩ là một loại dao bỏ túi đa năng do hãng Victorinox và Wenger sản xuất, đến năm 2005 thì chỉ được sản xuất bởi hãng Victorinox. Thuật ngữ tiếng Anh "Swiss Army knife" (dao quân đội Thụy Sĩ) của con dao đa năng này được đặt bởi những người lính Mỹ sau Thế chiến thứ II, do gặp khó khăn khi phát âm từ "Offiziersmesser" (dao của người sĩ quan), tên tiếng Đức của loại dao này.
Dao đa năng Thụy Sĩ luôn có một lưỡi dao chính, bên cạnh đó là các "lưỡi" khác với nhiều chức năng như tua vít, lưỡi khui hộp, kéo, cưa, dùi khoét lỗ... Các lưỡi này được xếp gọn bên trong một tay cầm. Màu đỏ là màu thường thấy nhất trên các tay cầm của dao đa năng Thụy Sĩ.

## Lịch sử